# Lamotte-Beuvron
Lamotte-Beuvron es una comuna francesa situada en el departamento de Loir y Cher, en la región de Centro-Valle del Loira.

## Demografía
| 635 | 616 | 769 | 812 | 1001 | 1312 | 1676 | 1680 | 1906 | 2002 | 2030 | 2202 | 2285 | 2333 | 2702 | 2455 | 2656 | 2671 | 2876 | 3421 | 3321 | 3703 | 4073 | 4475 | 4345 | 4247 | 4251 | 4529 | 4688 |
| Para los censos de 1962 a 1999 la población legal corresponde a la población sin duplicidades (Fuente: INSEE [Consultar]) |     |     |     |      |      |      |      |      |      |      |      |      |      |      |      |      |      |      |      |      |      |      |      |      |      |      |      |      |

## Lugares y monumentos

### El castillo y el Dominio (Campo) de Santo-Mauricio
No sabemos nada del castillo primitivo construido sobre el terrón feudal. La fortaleza medieval al que ha sucedido él es rehecha en el siglo XIV. Es afeitada en el siglo XVII, cuando su propietario arzobispo de Bourges Anne de Lévis de Ventadour decide hacer construir un castillo de recreo en su emplazamiento.
En su estado actual, el castillo de Lamotte-Beuvron consta de tres elementos:
- En el centro, una parte  construida de allí 1567 por el señor del lugar, Gilberto de Lévis de Vizcondado de Ventadour;
- A la izquierda, una parte construida en medio del siglo XVII por Anne de Lévis de Vizcondado de Ventadour, que poseía  señorío de Vouzon-Lamotte por herencia familiar, y no debido a su título  de arzobispo de Bourges;
- A la derecha, una parte construida bajo él  Segundo Imperio, la época cuando el dominio pertenece a Napoleón III, primero a título personal, luego como dotación  de la corona.

Napoleón III quiere hacerle este dominio  un ejemplo para Sologne sobre el plano agrícola. " Modelos firmes " están establecidos allí y de grandes manifestaciones agrícolas (exposiciones, demostraciones de material moderno) se celebran allí, particularmente de allí 1858 y 1864.
- Después de la caída del Imperio, el dominio de Lamotte-Beuvron es destinado al ministerio de la Justicia, que lo hace establecer en 1872 un centro de reeducación para jóvenes delincuentes, recluta " Dominio  de Santo-Mauricio " por su primer director, un eclesiástico. Bajo denominaciones diversas (la última que será el de " Internado Profesional Educativo Surveillée "), este centro funcionará hasta 1993.
- A partir de 1992, el Dominio de Santo-Mauricio protege uno  centro ecuestre  nombrado " Centro ecuestre de Santo-Mauricio ".

En 1993, delante de la progresión fuerte de sus licenciados, la Delegación Nacional de Equitación sobre Poni busca un sitio para establecer allí fijamente el campeonato de Francia, entonces confiado cada año a un club. El sitio de Santo-Mauricio, perteneciendo en parte al ministerio de la agricultura, presenta calidad requeridas para acoger esta manifestación  plaza  disponible, facilidad de acceso vía él A71, colocado en el centro de Francia, que se celebra allí (entre otras cosas manifestaciones) cada año desde el 1994. Después de varios años de un éxito franco, el sitio se hace el Parque Ecuestre Federal de ella Federación francesa de Equitación.

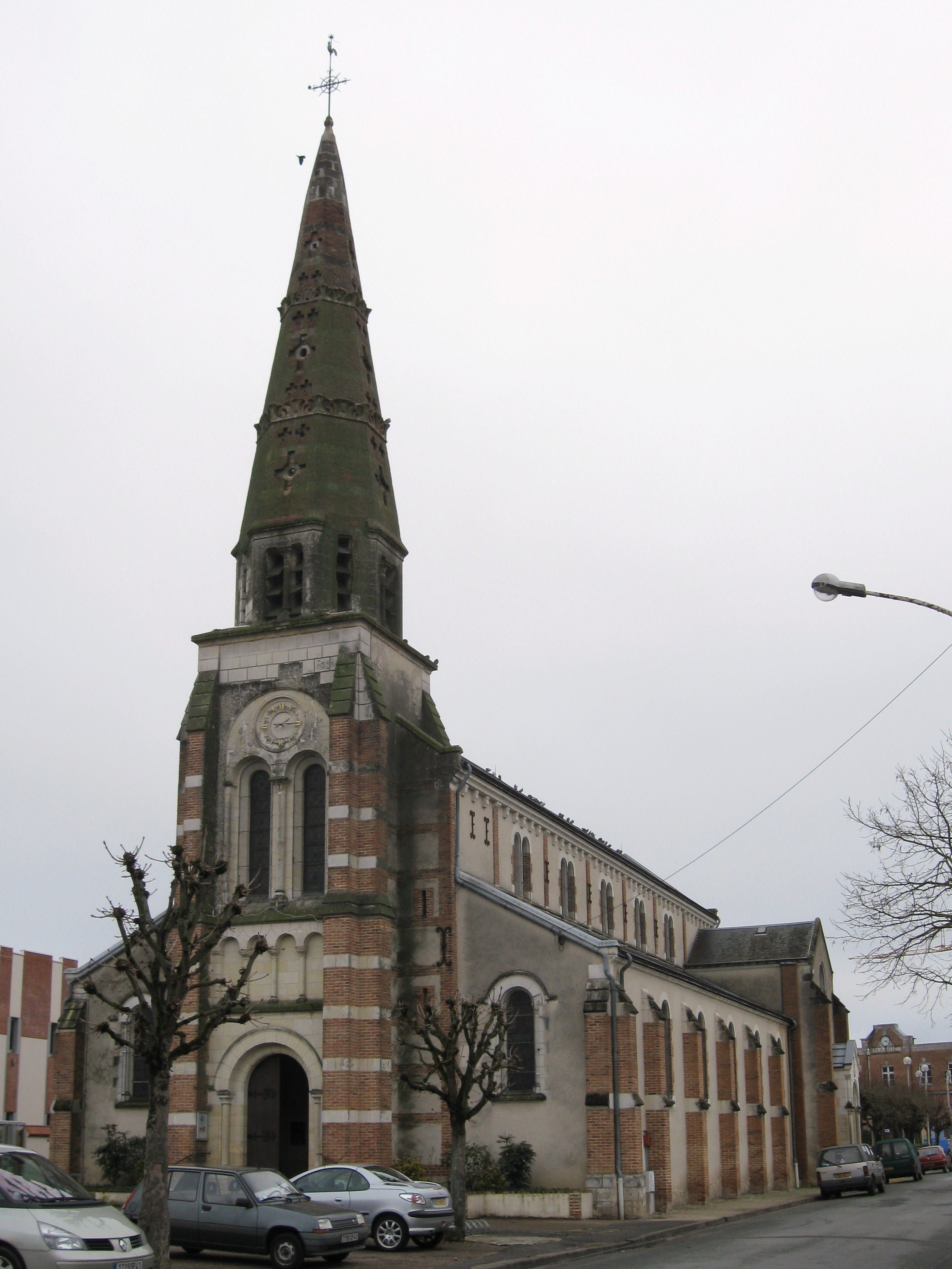

## La Iglesia
- En el momento de la creación de la parroquia, la capilla del castillo construida en 1666 servía de iglesia parroquial bajo el vocablo de Sainte-Anne, Anne que es el nombre del arzobispo de Bourges. Éste había lanzado hacia 1660  el proceso delante de acabar en la creación de la parroquia (que no pertenecía a la diócesis de Bourges que administraba, pero al de Orléans). La iglesia parroquial primitiva estuvo situada en el norte de la iglesia actual. Arruinada y hecha demasiado pequeña para una población en expansión plena, fue demolida y reemplazada por la iglesia Sainte-Anne actual y construida de 1858 y 1861 sobre los planos de J. de la Morandière, en parte gracias a un don personal de Napoléon III.
- La iglesia de Lamotte-Beuvron conserva, procedente de la iglesia anterior, el epitafio de mármol negro que indica la sepultura del corazón de Enrique de Durfort, hijo del señor de Vouzon-Lamotte, fallece en  los ejércitos, en Flandes, en 1697 a la edad 26 años. También posee el del cuerpo de su madre, fallecida Margarita-Felicidad de Lévis de Ventadour, en septiembre de 1717.

### El ayuntamiento
Construido del 1860 al 1862, el ayuntamiento presenta una fachada que evoca el de un castillo medieval. Su construcción fue ampliamente financiada, como la iglesia, por una participación fuerte y personal de Napoleón III.  Los planos primitivos preveían la realización de un conjunto administrativo completo que comprendía el ayuntamiento, sala de justicia de paz y escuela, pero la caída del Segundo Imperio en septiembre de 1870, poniendo fin a la generosidad imperial, hizo abandonar este proyecto ambicioso que se limitó a la construcción del solo ayuntamiento.

### El pabellón del Comité central agrícola de Sologne

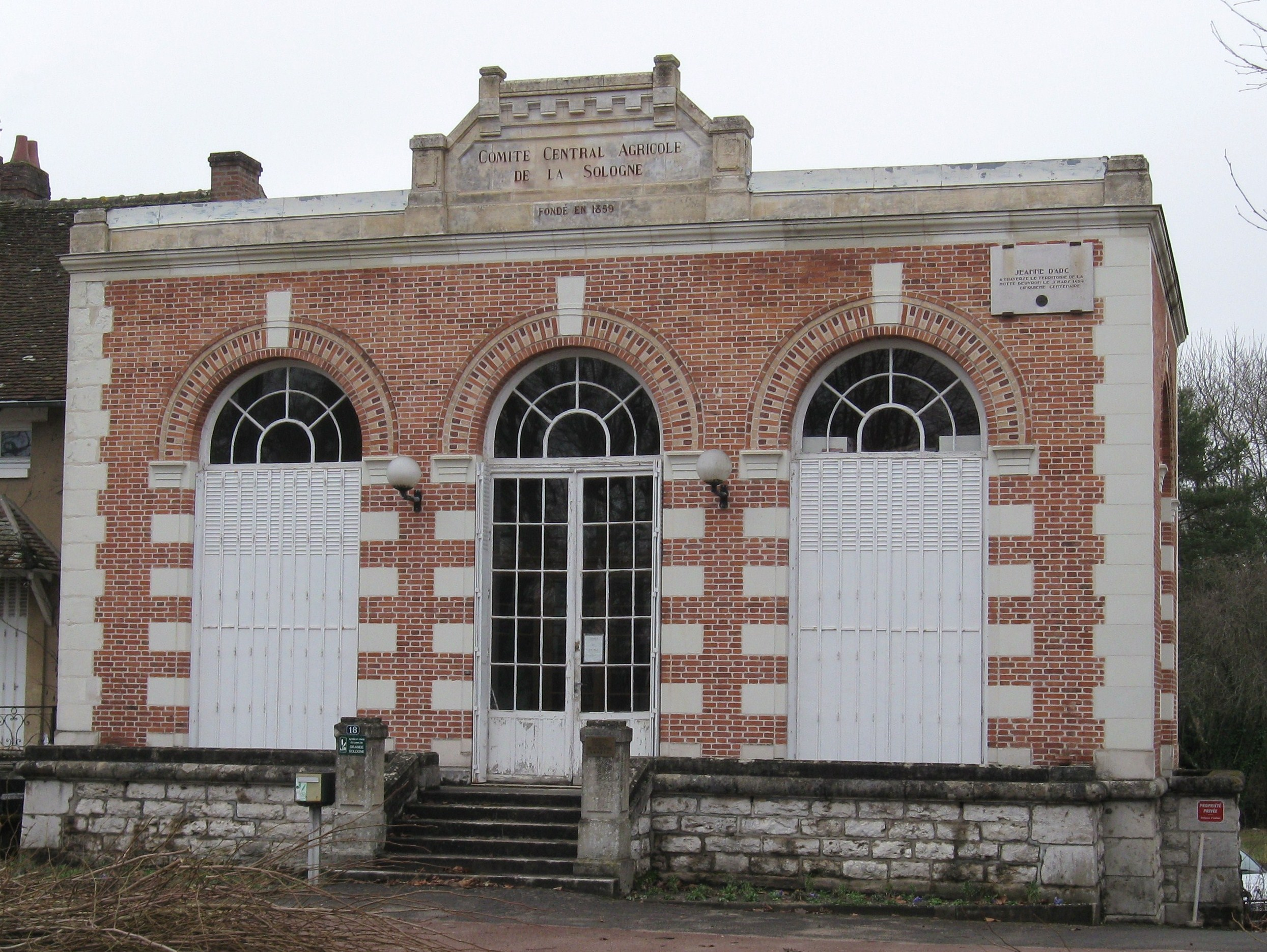
Pabellón del Comité.

El Comité central agrícola de Sologne ha sido creado por el ministro de la Agricultura 1859. Es entonces un organismo semipúblico, nacido de la iniciativa de un cierto número de grandes propietarios de bienes inmuebles que pertenece a  comité central  agrícola; tres departamentos que poseen una parte (partida) de Sologne (Loiret, Loir y Cher, Caro).  Estos notables quieren entonces coordinar los esfuerzos a favor de la "renovación" de la región y defenderlo los intereses frente a los poderes públicos.  Los propietarios y funcionarios que lo constituyen se reúnen primero al castillo imperial de Lamotte-Beuvron.  Habiendo perdido todo reconocimiento oficial al principio de ello la Tercera República, el Comité central agrícola hace construir 1908 un edificio donde puede reunirse y conservar sus archivos.  Este pabellón está establecido frente al estanque de  canal de Sauldre, punzado por resultado de una obra de 47 kilómetros.

## Personalidades vinculadas  al municipio

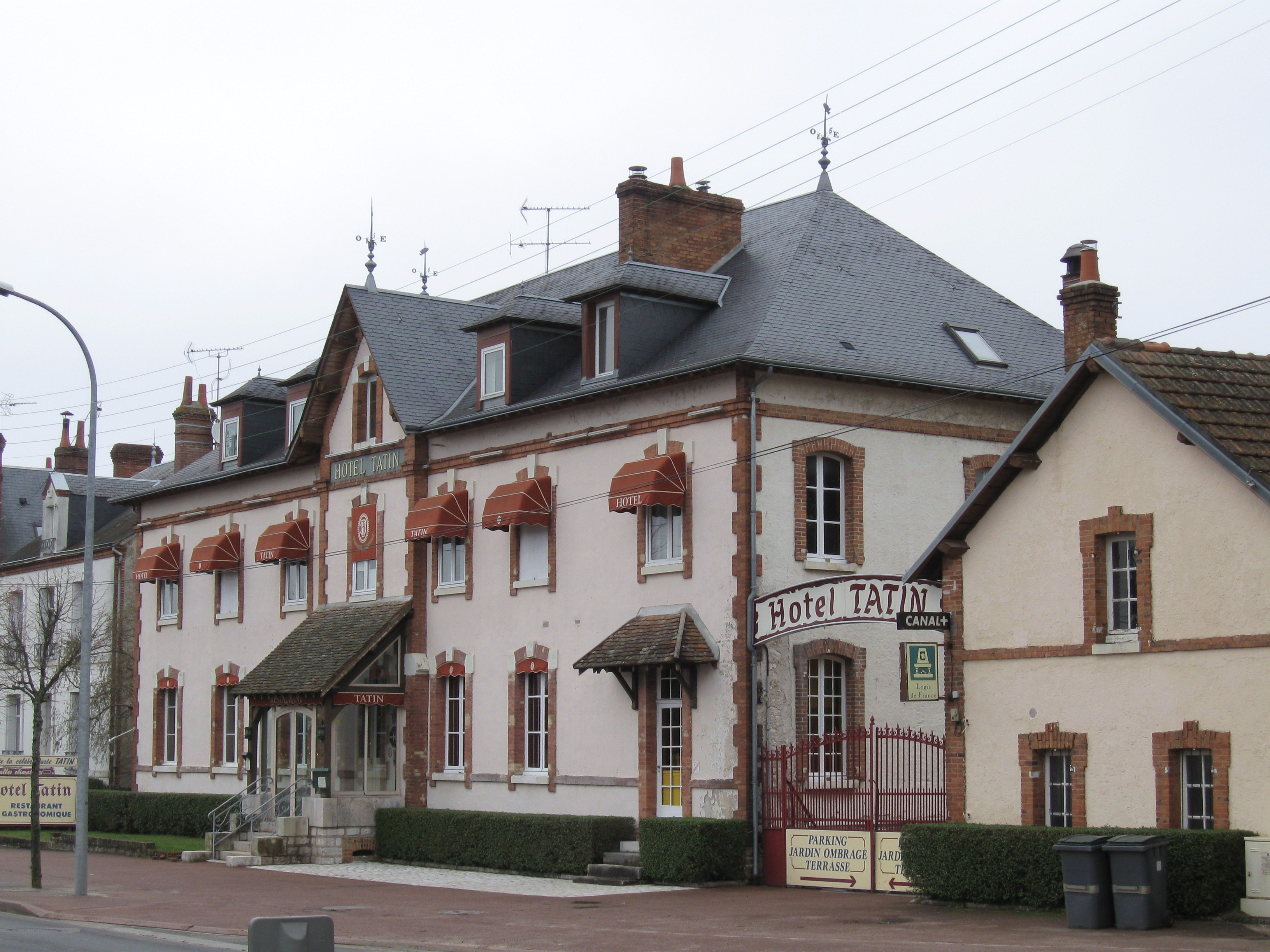
Hotel Tatin.

### Las hermanas Tatin
Bajo él Segundo Imperio y más todavía bajo ella  la Tercera República, Lamotte-Beuvron, bien unido por ferrocarril a París, se hace la " capital de la caza " de Sologne frecuentada por hombres de negocios y hombres políticos. Frente a  Estación de Lamotte-Beuvron, el hotel Tatin es entonces una parada gastronómica famosa. Es allá dónde, en los últimos años del siglo XIX, las restauradoras (dueñas de un restaurante), la hermana Tatin (Stéphanie, dicha "Fanny", 1838-1917, y Caroline, 1847-1911) inventan - por casualidad como digo - el célebre Tarte Tatin. Este postre es revelado en Gastronomía por el más célebre de ellos, Curnonsky, apodado " el príncipe de gastrónomos " que elogia a eso en 1926 en el volumen de " Francia gastronómica ".

## Evenemento anual
- General Open de Francia, la primera y tercera semana de julio.